# ジャック・モノー
ジャック・リュシアン・モノー（Jacques Lucien Monod, 1910年2月9日パリ – 1976年5月31日カンヌ）は、フランスの生物学者。生物における調節の分子メカニズムを中心として画期的な業績を挙げ、フランソワ・ジャコブとともにオペロン説を提出し、1965年のノーベル生理学・医学賞を受賞した。

## 来歴
動物学を学んで1931年にパリ大学を卒業し、その後原生動物やショウジョウバエ遺伝学の研究を行った。さらにアンドレ・ルヴォフ（のちにノーベル賞共同受賞）の指導を受けて大腸菌の代謝調節に関する研究を行った。第二次世界大戦中にはレジスタンス運動に参加した。1959年パリ大学に招聘され、1967年にコレージュ・ド・フランスに移り、1971年にはパスツール研究所所長に任命された。
戦後も大腸菌の研究を継続し、これによって1950年代から60年代にかけ、mRNAを介した遺伝情報の発現や、フィードバックによる遺伝子の調節を説明するオペロン説など、すべての生物に共通する分子遺伝学の基礎的概念を確立した。さらに酵素学の分野でもJ.ワイマン、J.P.シャンジューとともにアロステリック調節モデルを提出している。1962年シャルル＝レオポール・メイエ賞、レジオンドヌール勲章など数多くの賞や栄誉を受けている。

## 『偶然と必然』
科学哲学にも関心が深く、特に著書『偶然と必然（Le Hasard et la Nécessité）』（1970年）では現代生物学に基づく自らの世界観を示した。宗教的・唯物論的その他多くの生命観を否定し、当時の思想界に賛否両論をまき起こした。